# Sluneční stát (utopie)
Sluneční stát (italsky La città del Sole; latinsky Civitas solis) je dílo italského humanisty 17. století, Tommase Campanelly.
Dílo bylo napsané v italštině v roce 1602 a v latině v roce 1613–1614. Vyšlo v latině ve Frankfurtu (1623) a v Paříži (1638). V češtině poprvé v roce 1934, a pak v roce 1951, 1970, a 1979. Dílo vyšlo také v slovenštině v nové edici utopií. Úryvky slovenského překladu byly vydané jen v Antologii Igora Hrušovského a sborníku Vojtěcha Zamarovského Utopisté.
Podle Lukáše Perného Campanella v díle popisuje silně rovnostářský, beztřídní, soběstačný městský stát řízený osvícenými kněží a filozofy (sofokracie) s přísnou reglementací života, kolektivním plánováním, společenskou organizací práce a všeobecnou vzdělaností.
Podle Patrika Ouředníka je Campanellova „spasitelská vize společnosti, v níž je sociální realita podřízena stejným mechanickým pravidlům jako běh planet, výslednicí několika zdánlivě protichůdných vlivů, křesťanské kabaly, telesiovského metafyzického naturalismu a mystického chiliasmu, aktivně potíraného Erasmem, Morem i Rabelaisem. S citovanými jej spojuje věrnost katolicismu; avšak Campanellovo katolictví je hluboce poznamenáno cisterciáckým radikalismem a milenialistickým učením Gioacchina da Fiore […].“ 
Toto Campanellovo nejznámější dílo je psáno formou dialogu mezi mořeplavcem z Janova, který doprovázel Kolumba při jeho cestě do Ameriky a rytířem Johanitů. Poprvé se objevilo v latinském překladu jako příloha k politica, publikované ve Frankfurtu v roce 1623. Jeho cílem bylo popsat ideální model společnosti, který, na rozdíl od násilí, nepořádku a iracionalitě skutečného světa, by byl v harmonii s přírodou a chápal božské „umění“ a moudrost. Campanella byl ve skutečnosti přesvědčen, že současná společnost je labyrintem nespravedlnosti a neštěstí právě proto, že se odchýlila od tohoto přírodního modelu. Čím více tvoří město „politické entity“, tím šťastnější by bylo, s jeho jednotlivými částmi integrovanými tak, aby tvořily jednotný organismus a jeho jednotlivé údy, diverzifikované podle funkce by byly koordinované tak, aby sloužily veřejnému blahu.
Chráněné a bráněné sedmi kruhy stěn, vyrobenými z paláců, které slouží jako byty pro občany, se město nachází v místě s ideálním klimatem, vedoucím k tělesnému zdraví, a na svahu kopce, protože je zde vzduch lehčí a čistší. Jedním z nejvýznamnějších aspektů této komunity je rozdělení práce. Opět se Campanella zabývá explicitní polemikou s Aristotelem, který vyloučil řemeslníky, rolníky a osoby podílející se na manuální práci z kategorie plného občanství a z nejvyšší úrovně ctnosti. Ve městě Slunce není povolání, které je odporné nebo podřadné, všichni mají stejnou důstojnost. A ve skutečnosti, ti pracovníci, kteří jsou povinni vynaložit větší úsilí, jako například řemeslníci a stavitelé, získají více chvály než jiní. Každý musí být seznámen se všemi druhy práce, a pak každý člověk pracuje v tom odvětví, ve kterém ukáže největší zručnost. Nemají žádné služebnictvo a žádná služba se nepovažuje za bezcennou. Jediná věc, která považují za ohavnou, je lenost, a tak dojdou k privilegiu důstojnosti práce a převrátí tak absurdní pojetí šlechty, v souvislosti s nečinností a naopak. Díky rovné dělbě práce postačuje každému člověku strávit prací pouze čtyři hodiny denně. Je důležité, že všichni pracují, protože lenost jednoho bude mít dopady na zisk a úsilí druhých. Občané nevlastní nic, místo toho je vše ve společném vlastnictví, od potravin až po domy, od získání znalostí po výkon činností, od studijní specializace k pobavení, od žen k dětem. Jsou zde „úředníci“, kteří mají na starosti distribuci všech věcí, kteří dohlíží a ujišťují se, že se tak stane správně a nikdo nemůže vlastnit nic jen pro sebe. Podle nich držení domu nebo rodiny posiluje „sebelásku“, se všemi strašnými následky, které generuje. Žijí „spolu jako filozofové“, protože se chtějí vyvarovat všech negativních dopadů, a to nejen na sociální, ale i na morální úrovni, při nerovné distribuci zboží.
Jeden z nejpozoruhodnějších a nápaditých aspektů Slunečního státu, které okamžitě upoutá čtenáře, jsou natřené zdi města. Kromě ohraničení a ochrany města jsou hradby také mimořádnou ilustrovanou encyklopedií znalostí. Stěny paláců jsou vymalovány obrazy ze všech umění a věd. Počínaje zdí, která podpírá sloupy chrámu, a která postupně klesá ve velkých kruzích, v návaznosti na pořadí planet od Merkuru k Saturnu, se setkáváme s ilustracemi nebe a hvězd, matematických čísel, každé země na světě a všech zázraků a tajemství minerální, rostlinné a živočišné říše, dokud nedosáhneme lidstva: na vnitřní stěně šestého kruhu umění jsou zastoupené mechanické vynálezy a jejich objevitelé. Campanella se velmi zajímal o všechny geniální objevy, což se projevuje ve Slunečním státu, který poskytuje mnoho příkladů, jako jsou lodě schopné plout bez větru a bez plachet, třmeny, které umožňují řídit koně pouze pomoci jedné nohy a tím nechávají jezdcovi ruce volné a další. Na vnější stěně jsou vyobrazeni zákonodárci, což je velmi čestné místo, jelikož jsou zde spolu s Mojžíšem, Osiris, Jove, Merkur a Muhammad, z nichž mořeplavec z Janova poznává Krista a dvanácti apoštolů. Poznání není uzavřené v knihách a uchováváno na oddělených místech, jako jsou knihovny, ale je vystavené otevřeně o všem na očích. Vizualizace tímto způsobem podporuje rychlejší, jednodušší a efektivnější formy učení, které podtrhuje sugestivní a emotivní síla obrazu. Od útlého věku pobíhají děti v tomto divadle znalostí, přiměřeně naváděné na správné trasy tak, aby se učily radostně, jako kdyby hrály hru, a proto se učí bez úsilí a bolesti.
Kromě společného vlastnictví a natřených zdí je dalším charakteristickým rysem Slunečního státu, který je náročnější a mnohem více zneklidňující, Campanella sám jej popisuje jako „tvrdý a náročný“, komunita manželek. Jedná se o řešení přijaté občany na problematiku příštích pokolení. V ozvěně učení Pythagorejce Ocella Lucana, Campanella říká, že občané Slunečního státu jsou překvapeni, že lidé jsou znepokojeni chovem koní a psů, zatímco zanedbávají svůj vlastní rod. Výchova další generace s sebou nese velký díl odpovědnosti rodičů, a pokud je vykonávána nesprávným způsobem, může vyústit v dlouhý řetězec utrpení. Kromě toho existuje úzká souvislost mezi přirozenými rysy nebo znaky, které jsou vrozené a nejsou proto modifikovatelné, a morálními ctnostmi, které potřebují vhodné podmínky, aby mohly zakořenit a prosperovat. Lidé proto musí respektovat přesné normy a nesmí se řídit pouze individuálními pocity. Občané musí rozlišovat mezi láskou a sexem. Náklonnost mezi muži a ženami, která je založená na základě přátelství a respektu více než na sexuální přitažlivosti, je vyjádřena ve skutcích, které jsou sexualitě velice vzdálené, jako například výměna darů, konverzace či tanec. Sexuální energie, na druhou stranu musí dodržovat přísná pravidla týkající se fyzických a morálních vlastností rodičů a výběru příznivé doby pro početí, určené astrologem. Takové spojení není výrazem osobního, emocionálního nebo vášnivého vztahu, ale spíše je připojeno k sociální odpovědnosti generace a k lásce pro kolektivní komunitu.
Náboženské víry občanů, i když zahrnují základní principy křesťanství, jako nesmrtelnost duše a božskou prozřetelnost, tvoří přirozené náboženství, které vytváří jakousi osmózu mezi městem a hvězdami. Chrám je otevřený a není obklopen zdí. V jedné ze svých básní Campanella slibuje: „Můžu udělat nebe, chrám i hvězdy oltářem.“ Na klenbě kupole chrámu jsou hvězdy zobrazeny společně s jejich vlivem na pozemské záležitosti. Oltář, na kterém je umístěn nebeský a pozemský svět, je v podobě slunce. Modlitby tak směřují k nebi. Úkolem 24 kněží, kteří žijí v místnostech nacházejících se v nejvyšší části chrámu, je pozorování hvězd s pomocí astronomických přístrojů, aby získali povědomí o jejich pohybu. Jejich prací je předpovědět nejpříznivější dobu pro plození potomků a vykonávání zemědělských prací, fungují tak jako střední článek mezi Bohem a lidmi.